# Гваруљос
Гуаруљос (порт. Guarulhos) град је у Бразилу у савезној држави Сао Пауло. Према процени из 2007. у граду је живело 1.236.192 становника.

## Географија

### Клима
| Клима (Гваруљос)   | Клима (Гваруљос) | Клима (Гваруљос) | Клима (Гваруљос) | Клима (Гваруљос) | Клима (Гваруљос) | Клима (Гваруљос) | Клима (Гваруљос) | Клима (Гваруљос) | Клима (Гваруљос) | Клима (Гваруљос) | Клима (Гваруљос) | Клима (Гваруљос) | Клима (Гваруљос) |
| Показатељ \ Месец  | .Јан.            | .Феб.            | .Мар.            | .Апр.            | .Мај.            | .Јун.            | .Јул.            | .Авг.            | .Сеп.            | .Окт.            | .Нов.            | .Дец.            | .Год.            |
| ------------------ | ---------------- | ---------------- | ---------------- | ---------------- | ---------------- | ---------------- | ---------------- | ---------------- | ---------------- | ---------------- | ---------------- | ---------------- | ---------------- |
| Максимум, °C (°F)  | 27 (81)          | 28 (83)          | 27 (80)          | 25 (77)          | 23 (73)          | 22 (71)          | 21 (70)          | 22 (72)          | 23 (73)          | 24 (76)          | 26 (79)          | 27 (80)          | 24,6 (76,3)      |
| Минимум, °C (°F)   | 20 (68)          | 20 (68)          | 19 (67)          | 18 (64)          | 14 (58)          | 13 (56)          | 12 (53)          | 12 (54)          | 14 (57)          | 16 (61)          | 18 (64)          | 18 (65)          | 16,2 (61,3)      |
| Дани са падавинама | 14               | 9                | 11               | 6                | 7                | 7                | 6                | 7                | 9                | 10               | 10               | 13               | 109              |
| Извор: Weatherbase |                  |                  |                  |                  |                  |                  |                  |                  |                  |                  |                  |                  |                  |

## Становништво
Према процени из 2007. у граду је живело 1.236.192 становника.
| 1991.   | 2000.     |
| ------- | --------- |
| 787,866 | 1,072,717 |